# Подребар (Босилєво)
45°23′ пн. ш. 15°17′ сх. д. / 45.39° пн. ш. 15.28° сх. д.
Подребар (хорв. Podrebar) — населений пункт у Хорватії, у Карловацькій жупанії у складі громади Босилєво.

## Населення
Населення за даними перепису 2011 року становило 18 осіб.
Динаміка чисельності населення поселення: